# مسکوتان (فنوج)
مسکوتان، روستایی در دهستان مسکوتان بخش مرکزی شهرستان فنوج در استان سیستان و بلوچستان ایران است. این روستا، مرکز دهستان مسکوتان است.

## جمعیت
بر پایه سرشماری عمومی نفوس و مسکن در سال ۱۳۹۵، جمعیت این روستا برابر با ۴٬۲۸۲ نفر (۱٬۱۰۸ خانوار) بوده‌است.